# Mumbai Tigers FC
A Mumbai Tigers Football Club egy profi labdarúgóklub volt Indiában, Mumbai városában, Mahárástra államban. 2012 májusában jött létre egy a Dodsal Football Clubbal lefolytatott fúzió során, azzal a céllal, hogy Indiában és Ázsiában is a legnagyobb futballklubbá váljon.

## A klub története
2012 májusának végén bejelentették, hogy az indiai tulajdonban lévő Dodsal Group nevű vállalat futballklubot akar létrehozni Mumbai városában. A csapat vezetősége regisztrálta az újonnan alakult egyesületet a területi labdarúgó-szövetségnél, azonban a tulajdonosok egyértelművé tették, a 2013-as szezontól az élvonalban, az I-League-ben szeretnék látni csapatukat. A tulajdonosi kör megegyezett az angol Manchester City csapatát is birtokló tulajdonosi háttérrel, ami mögött ugyanúgy Manszúr sejk állt, aki a Dodsal Groupot irányító Rajen A. Kilachanddel kötött üzletet.
2012-ben a klub Dodsal FC néven benevezett az akkor már 125 éves múltra visszatekintő Durand-kupára, ahol egészen a döntőig jutott, ott a Air India csapata büntetőkkel múlta felül. A klub 2012. augusztus 25-én játszotta az első hivatalos mérkőzését az Újdelhiben található Ambedkar stadionban, ahol 3–0-s győzelmet aratott. A klub első gólját Thoi Szingh szerezte.
2013 januárjában hivatalosan bejelentették, hogy a klub részt vesz a másodosztály küzdelmeiben, ekkor kapta a csapat a Mumbai Tigers Football Club nevet. A csapat egy héttel a 2013–14-es szezon kezdete előtt visszalépett a bajnokságtól és megszüntette profi felnőtt csapatát. A csapat azóta sem indult a felnőtt profi labdarúgó-bajnokságok egyikében sem, a város labdarúgását a Mumbai City FC képviseli, amely az Indiai Szuperligában szerepel 2014 óta.

## Stadion
A klubnak nincs saját stadionja, mérkőzéseit a területi bajnokságban és kupában más együttesek stadionjában játssza. A klub vezetősége építtetett egy sportkomplexumot, amely a Fr. Agnel Sportkomplexum nevet viseli és amely nevezetes a ligában egyedülállónak mondható műfüves borításáról és arról, hogy egy fitneszközpontot, úszómedencét, lőteret, asztaliteniszpályát és egy tollaslabda pályát is magában foglal. India első műfüves sportlétesítménye volt, 5000 fő befogadására alkalmas. Itt jött létre az országban az első FIFA-akkreditált akadémia és a 2010-es országos junior kosárlabda-bajnokság mérkőzéseit is itt rendezték meg.

## További információ
- A klub címere